# Reggenza di Ogan Ilir
La reggenza di Ogan Ilir (in indonesiano: Kabupaten Ogan Ilir) è una reggenza dell'Indonesia, situata nella provincia di Sumatra Meridionale.